# 王濛 (东晋)
王濛（309年—347年），字仲祖，小字阿奴，太原郡晋阳（今山西太原）人。東晉名士、外戚。深得輔政的會稽王司馬昱倚重，官至司徒左長史。

## 生平
王濛年輕时放蕩不羁，至後期才開始克己勵行，從而獲得風雅瀟灑的美好名聲。王濛與劉惔齊名，並且是好朋友，二人互相稱許。當時的人以劉惔比為荀粲；王濛比為袁渙，並成當時風雅瀟灑名士的典範。
王濛初任司徒王導的掾。當時王導要任用蘇峻降將匡術的弟弟匡孝，王濛寫書給王導暗指匡孝是小人，又稱文臣武將涇渭分明，不能混在一起，這會有虧清穆之風。但王導不答。王濛後外出至長山縣任縣令，後來又再被召任為司徒左西屬。但王濛以掾屬之職一旦出了過錯受到讉責，就要受杖刑，故一直辭讓，即使朝廷下詔暫停杖刑處罰仍然不就。後遷中書郎。
會稽王司馬昱曾與孫綽品評風流名士，王濛亦在其列。至永和元年（345年），司馬昱受錄尚書六條事輔政，就倚重了王濛和劉惔，俱為入室之賓。後轉司徒左長史。後來東陽太守山遐去世，王濛向司馬昱請求任東陽太守，說：「得山遐嚴厲的為政作風蔭藉，我可讓當地和諧安定。」但司馬昱沒有答應。
永和三年（347年），王濛去世，享年三十九歲。其女王穆之被立為皇后後，被追贈光祿大夫。

## 性格特徵
- 王濛侍奉其母十分恭謹。
- 王濛的俸祿和資產，自己享受的其實不多，常居儉素；喜怒不形於色，不拘細節，故此以清廉儉約見稱。
- 王濛好飲茶[3]。
- 王濛擅長隸書和章草[4]，亦能畫畫，後世稱其為「丹青甚妙，頗希高遠」[5]。
- 王濛性格平和舒暢，亦能清談，談道時旨在意義，簡潔而有重點。[6]
- 王濛注重儀表，每次照鏡時都對鏡中的自己說：「王文開（王訥字）怎麼能生了這樣的兒子。」[7]
- 戴逵十多歲時在瓦官寺畫畫，王濛看後就說：「這小孩不是普通會畫畫的人，日後一定會成為著名人物；可惜我年紀太大，等不到看他最巔峯的時期。」最終戴逵果然成為書畫名家。[8]

## 逸事
- 王濛相貌俊美，平日貧寒，一日他的帽子壞了，自行至市肆購買。市肆裡的婦人們見王濛貌美，爭相送他新帽。[9]
- 王濛一次聽到外族語言，因聽不明白就一面茫然，於是說：「假若介葛盧來朝，定必聽得懂這語言。」介葛盧是春秋時介國的國君，連牛鳴叫也能聽出意思。
- 一次王濛與劉惔同席而坐，王濛喝得痛快時跳起舞來，劉惔說：「阿奴你今日比得上昔日向子期的任率呀。」
- 一年冬天，王濛到尚書省見王洽，當時外有積雪，王濛在門外下車，穿著公服步入，王洽遙遙望見王濛，歎道：「此不復似世中人！」[10]。

## 評論
- 支遁稱讚王濛「軒軒韶舉」
- 劉惔：「性至通，而自然有節。」
- 謝安：「王長史語甚不多，可謂有令音。」
- 孫綽評王濛「溫潤恬和」。

## 家庭

### 曾祖父
- 王黯，或作王默，官至尚書。[11][12]

### 祖父
- 王佑，歷任北軍中侯、散騎常侍。[11]

### 父母
- 王訥，字文開，歷任新淦令、葉縣令[11][13]
- 庾三壽，庾琮之女[14]

### 妻
爰氏，追贈安國鄉君

### 子女
- 王脩（334－357）[15]，东晋著作郎、琅邪王文學
- 王蘊，東晉鎮軍將軍、都督浙江東五郡軍事、會稽內史
- 王穆之，晉哀帝皇后
- 王氏，嫁谢琰[16]

### 孫兒
- 王華，王蘊長子，早卒。
- 王恭，王蘊次子，官至前將軍，兗、青二州刺史。後兩度舉兵先後討伐王國寶及司馬尚之兄弟，兵敗被殺。
- 王熙，王蘊子，太子洗馬，娶鄱陽公主。
- 王履，王蘊子。
- 王爽，王蘊子，官至侍中。後參與王恭起兵，王恭兵敗後被誅殺。
- 王法慧，王蘊女，晉孝武帝皇后。

## 延伸阅读
[在维基数据编辑]
 《晉書/卷093》，出自房玄齡《晉書》